# Brårud
Brårud là một làng nằm ở Na Uy.